# Eltham (Londen)
Eltham is een wijk in het Londense bestuurlijk gebied Royal Borough of Greenwich in het zuidoosten van de Britse metropool. Met circa 88.000 inwoners behoort het tot de grotere stedelijke kernen in de borough.

## Ligging

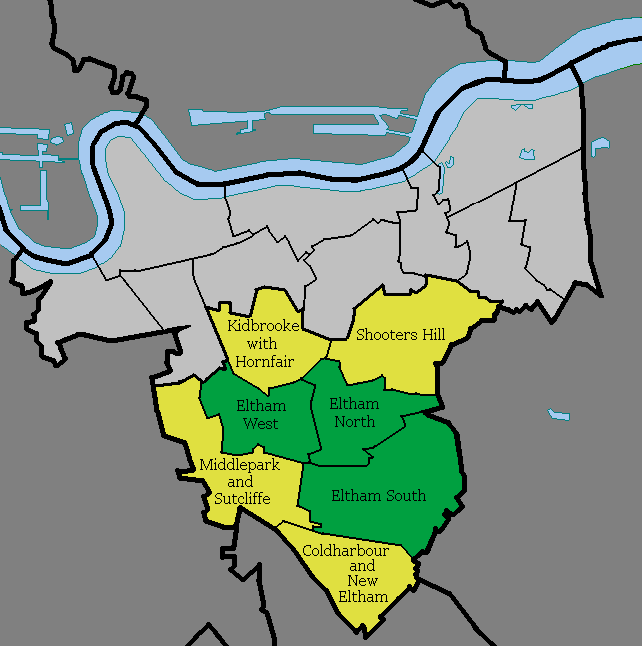
Eltham West, North en South (groen), 3 van de 17 wards binnen de borough Greenwich. Samen met de gele gebieden vormen ze een parliamentary constituency

Eltham ligt op de zuidelijke helling van de heuvel Shooters Hill, enkele kilometers ten zuiden van Woolwich en ongeveer 14 km zuidoostelijk van Charing Cross. Door de ligging in de borough Greenwich behoort het tot Inner London, het centrale deel van Groot-Londen. Tegelijkertijd wordt het tot Zuid-Londen gerekend.
Zoals veel Londense wijken, heeft ook Eltham geen duidelijke grenzen. De drie wards (lokale kiesdistricten) waaruit Eltham is samengesteld (Eltham West, North en South), hebben dat wel. Samen met vier aangrenzende wards vormen ze bovendien het parliamentary constituency (parlementaire kiesdistrict) Eltham.
De drie centrale wards worden in het noorden begrensd door de wards Blackheath Westcombe, Kidbrooke with Hornfair en Shooters Hill, en in het zuidwesten door Middelpark and Sutcliffe en Coldharbour and New Eltham. Al deze wards bevinden zich in de borough Greenwich. In het oosten grenst Eltham aan drie wards in de borough Bexley: East Wickham, Falconwood and Welling en Blackfen and Lamorbey.

## Geschiedenis
De parish Eltham ontwikkelde zich in de middeleeuwen langs de weg van Londen naar Maidstone. Bij de parish hoorden ook Kidbrooke en Mottingham. In het dorp werd een weekmarkt gehouden en tweemaal per jaar een jaarmarkt. Vanaf 1305 bezaten de koningen van Engeland hier een buitenverblijf, het nog bestaande Eltham Palace. Hier werd onder anderen in 1316 Jan van Eltham geboren, de tweede zoon van koning Eduard II. Eltham Palace was het favoriete buitenverblijf van Hendrik IV, die er in 1400-1401 keizer Manuel II Palaiologos van het Byzantijnse Rijk ontving. Vlakbij lag Roper House (later Well Hall), in de 16e eeuw het huis van William Roper, kanselier van Hendrik VIII, en zijn vrouw Margaret, dochter van Thomas More. Een ander buitenhuis bevond zich in Avery Hill, tot 2014 onderdeel van de Universiteit van Greenwich.

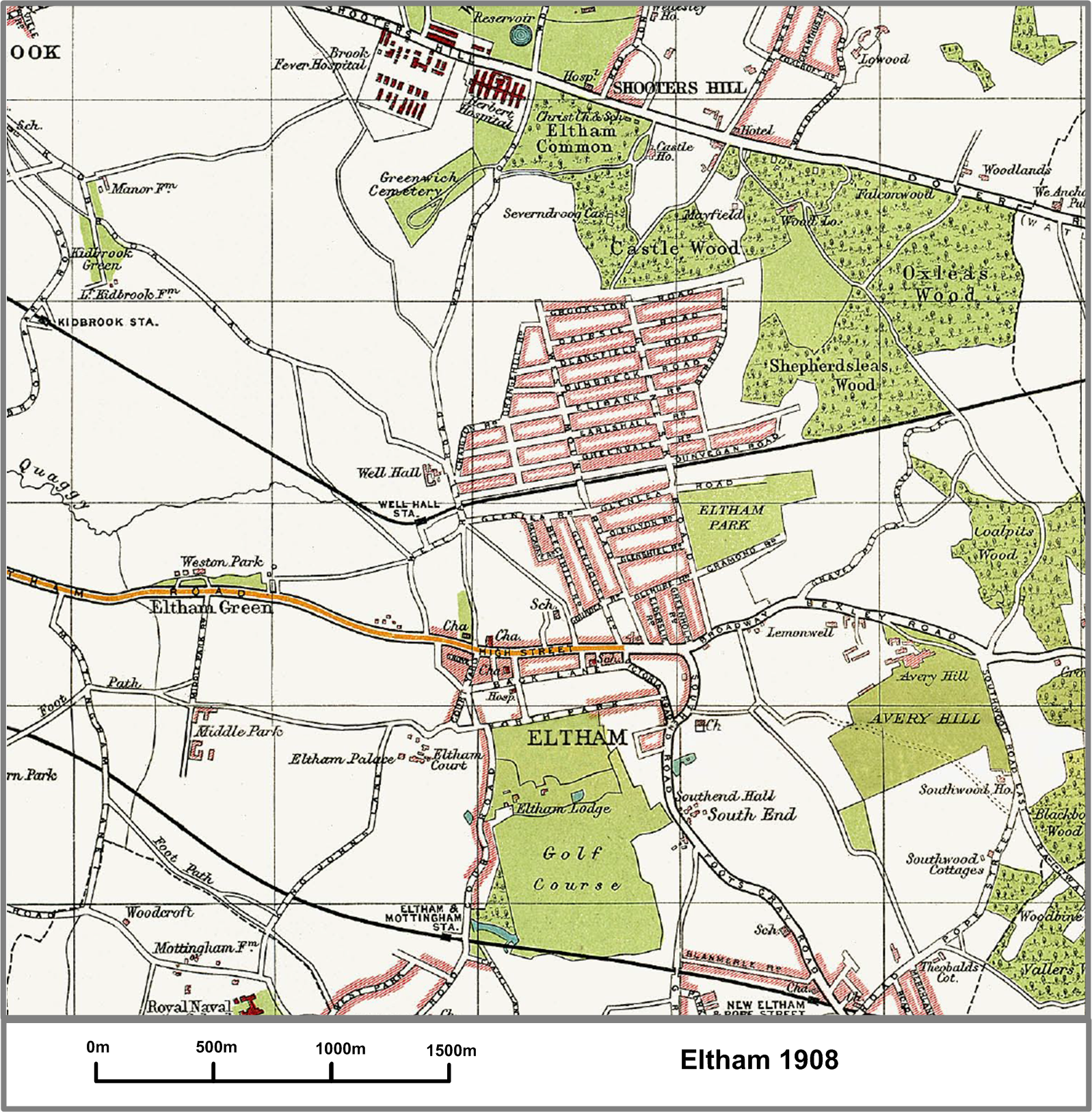
Eltham in 1908

Eind 19e eeuw werd de Bexley Heath Railway aangelegd met twee stations in Eltham: Well Hall (1895) en Eltham Park (1905), beide in 1985 vervangen door het huidige Station Eltham. Tussen 1900 en 1914 werd de nieuwbouwwijk Eltham Park Estate gebouwd, de eerste uitbreiding buiten de oude dorpskern. Tijdens de Eerste Wereldoorlog was er in de omgeving van Woolwich grote behoefte aan huisvesting voor arbeiders van het explosief gegroeide Royal Arsenal. In 1915 kwam Progress Estate tot stand, gebouwd in minder dan een jaar, en daarnaast een groot aantal tijdelijke woningen (hutments). Tussen de beide wereldoorlogen werden drie uitbreidingen gerealiseerd: Page Estate (1923), Middle Park (1931–36) en Horn Park (1936, voltooid ca. 1950). De laatste grote uitbreidingen dateren van omstreeks 1960.
Tot 1889 behoorde Eltham tot het graafschap Kent, daarna werd het overgeheveld naar het graafschap Londen. Vanaf 1900 was het onderdeel van de Metropolitan Borough of Woolwich, die in 1965 opging in de London Borough of Greenwich (thans Royal Borough of Greenwich). Eltham wordt in het London Plan uit 2004/2011 aangemerkt als een van de 35 major centres (hoofdcentra) in Groot-Londen.

## Beschrijving

### Cultureel erfgoed
Het belangrijkste monument in Eltham is Eltham Palace. Zes onderdelen van dit gebouw zijn geclassificeerd als Grade I Listed Building, waaronder de Great Hall uit 1479 met een bijzonder balkenplafond, en twee bruggen uit de 15e en 16e eeuw. Een deel van de gebouwen dateert uit de jaren 1930. Ook het interieur is grotendeels in art deco ingericht. Hetzelfde geldt voor het iets noordelijker gelegen Well Hall (uit 1931), waarvan delen beschermd zijn als Grade II* Listed Building. Een tuinmuur, de slotgracht en een brug dateren uit de 16e eeuw. Eltham Lodge dateert uit 1664 en is thans in gebruik als clubhuis van de Royal Blackheath Golf Course, de oudste golfclub ter wereld, buiten Schotland (1766).

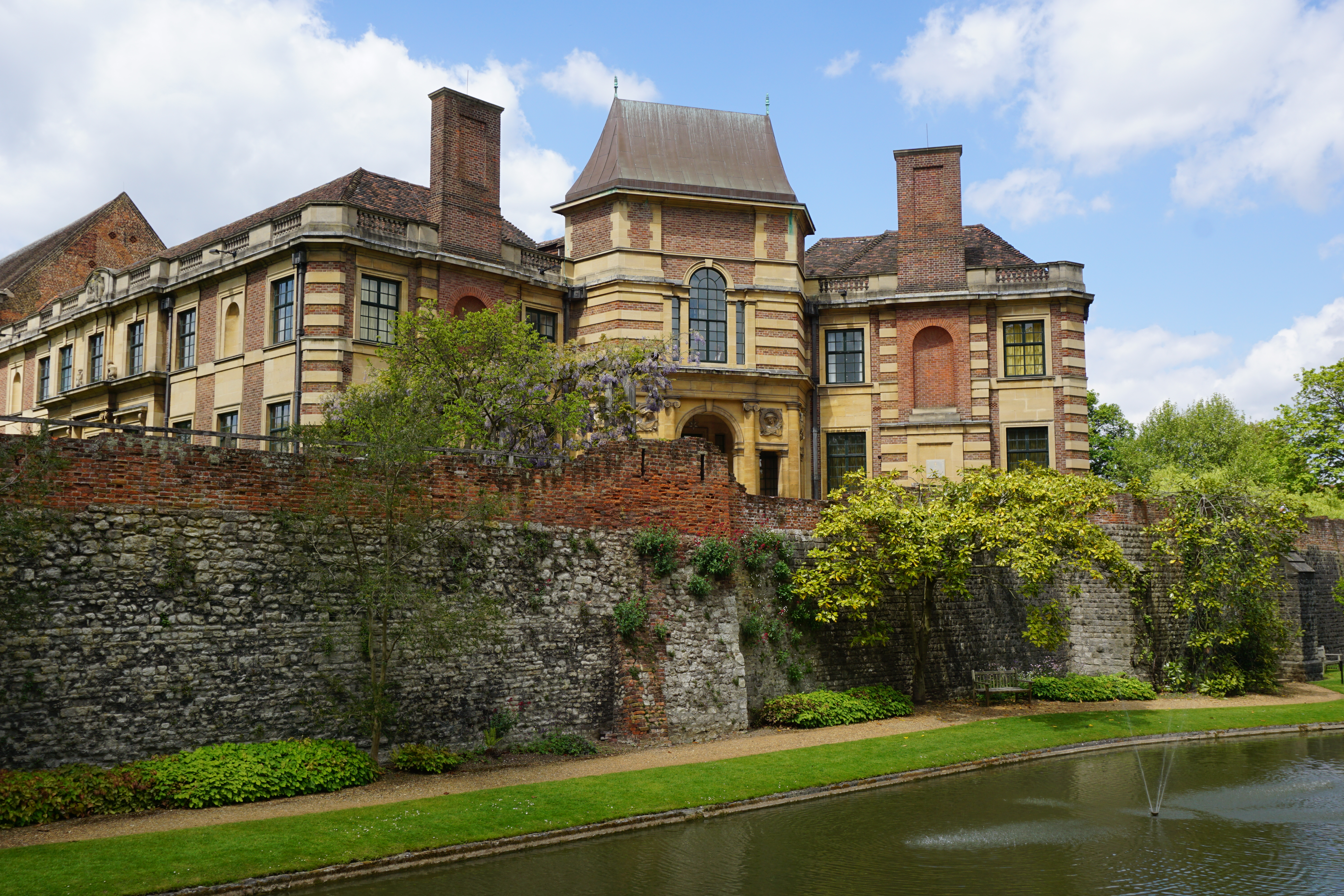
Eltham Palace
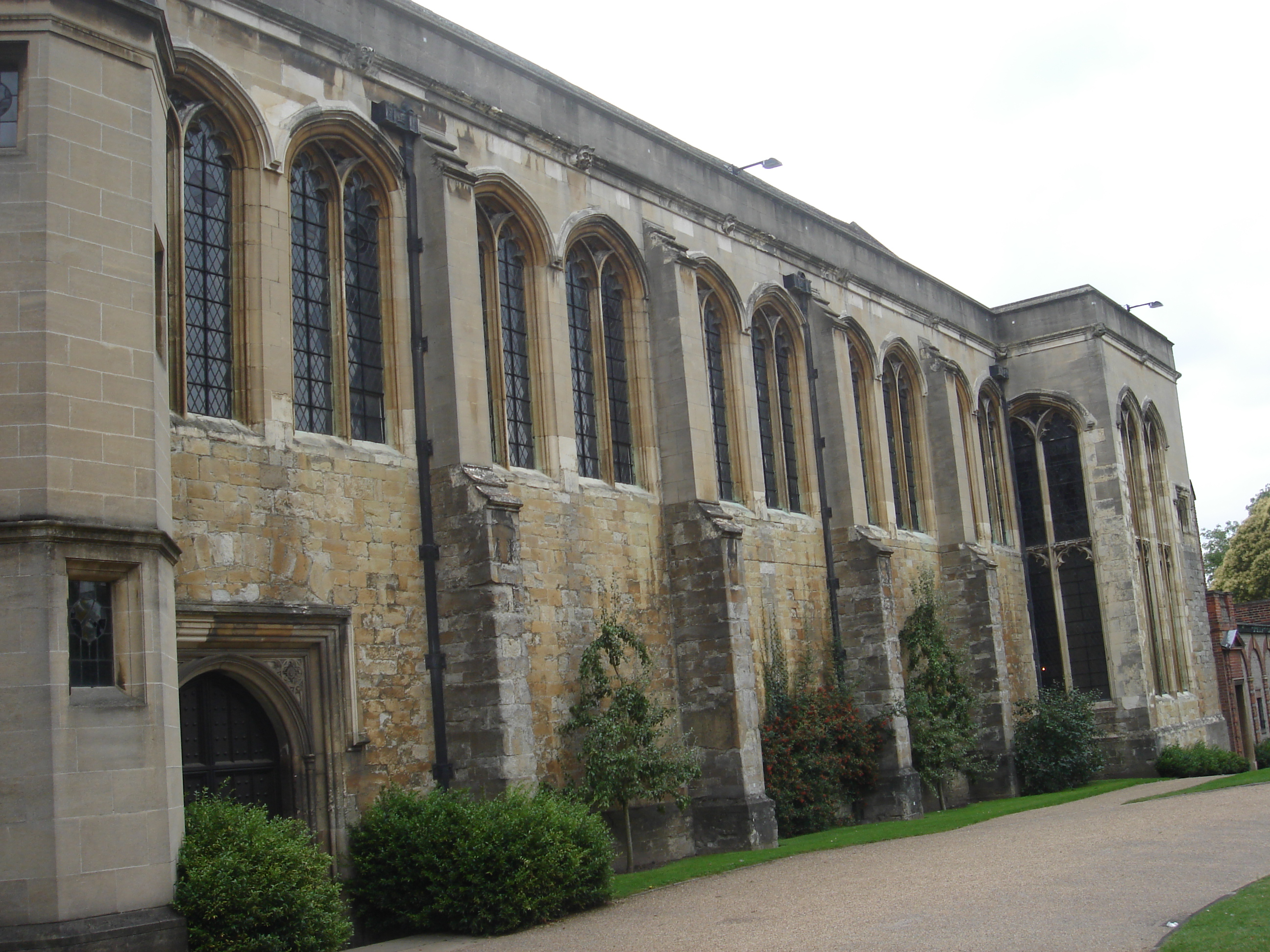
Idem, de Great Hall
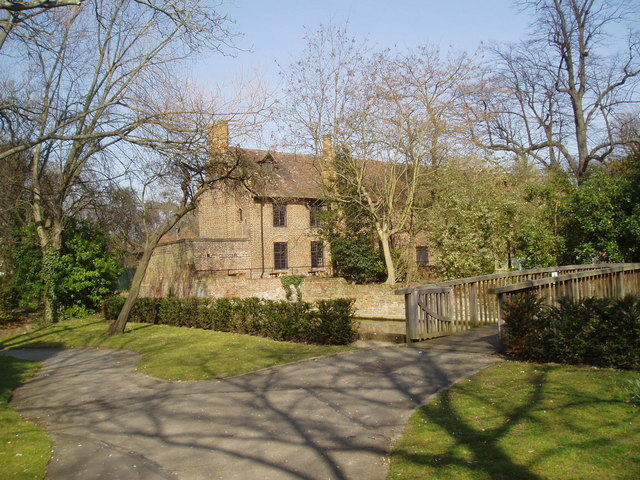
Well Hall
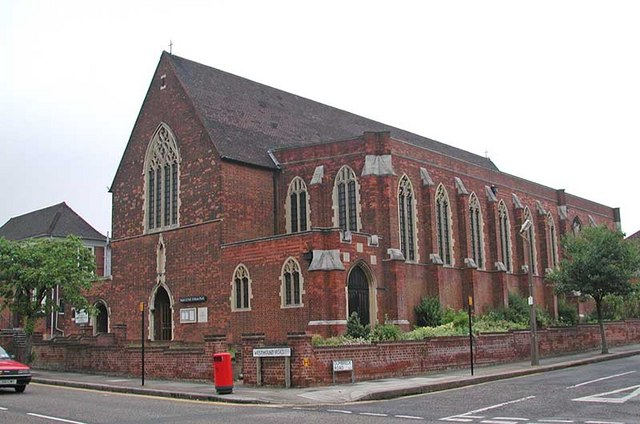
St Luke Parish Church

### Groengebieden
Oxleas Wood is een oud loofbos dat een groot deel van de heuvel Shooters Hill bedekt. Het is onderdeel van een groot, naar het zuiden en westen doorlopend groengebied met onder andere Oxleas Meadow, Jack Wood, Castlewood, Shepherdleas Wood, Eltham Park North en South, Eltham Warren Golf Club, Avery Hill Park en Royal Blackheath Golf Club. Vanaf de hoger gelegen open delen heeft men een indrukwekkend uitzicht over de zuidelijke heuvelrug van de North Downs. Eltham Common ligt aan de zuidzijde van Shooters Hill Road, tegenover Woolwich Common, deels buiten de wardgrenzen van Eltham.

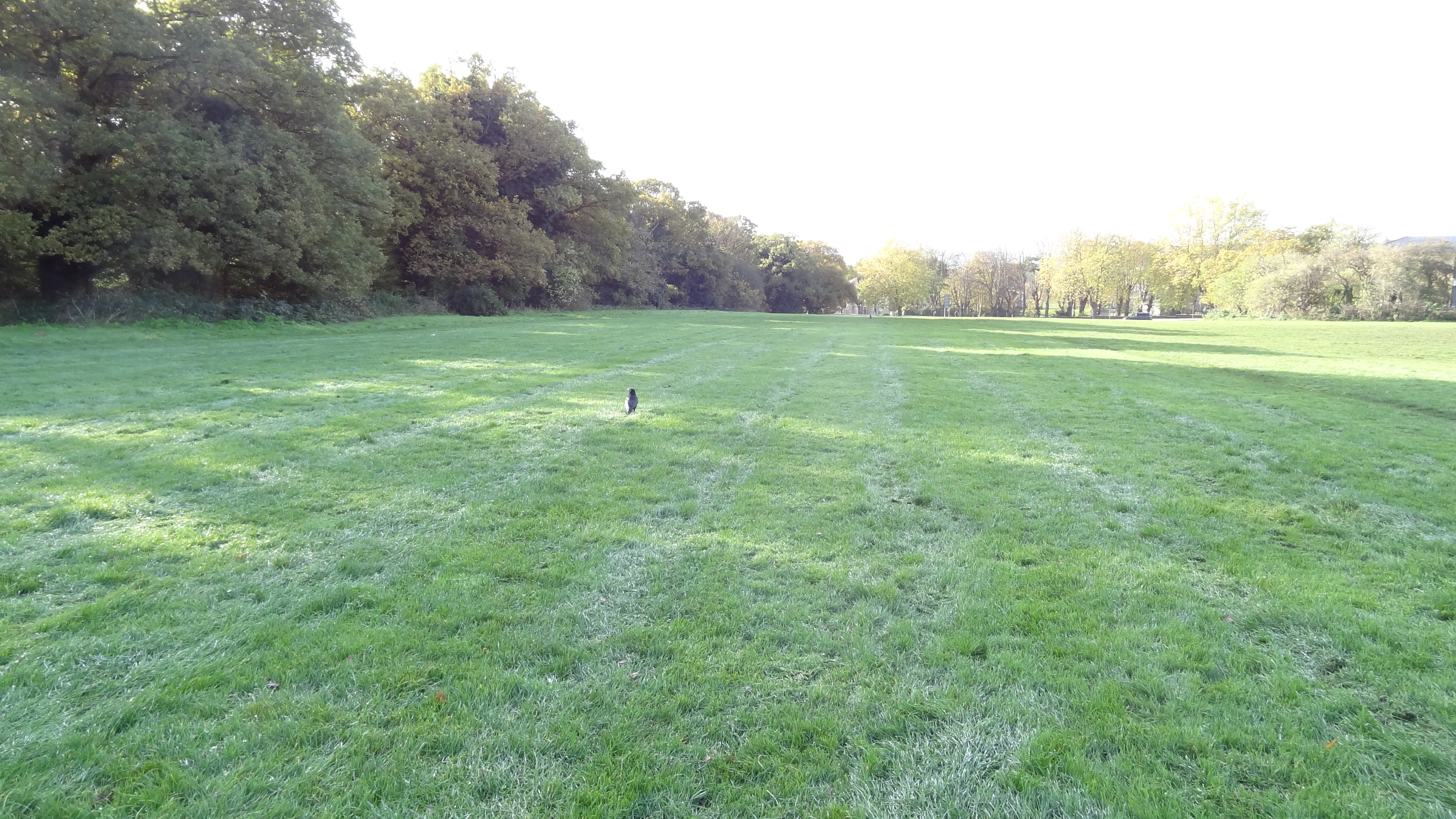
Eltham Common
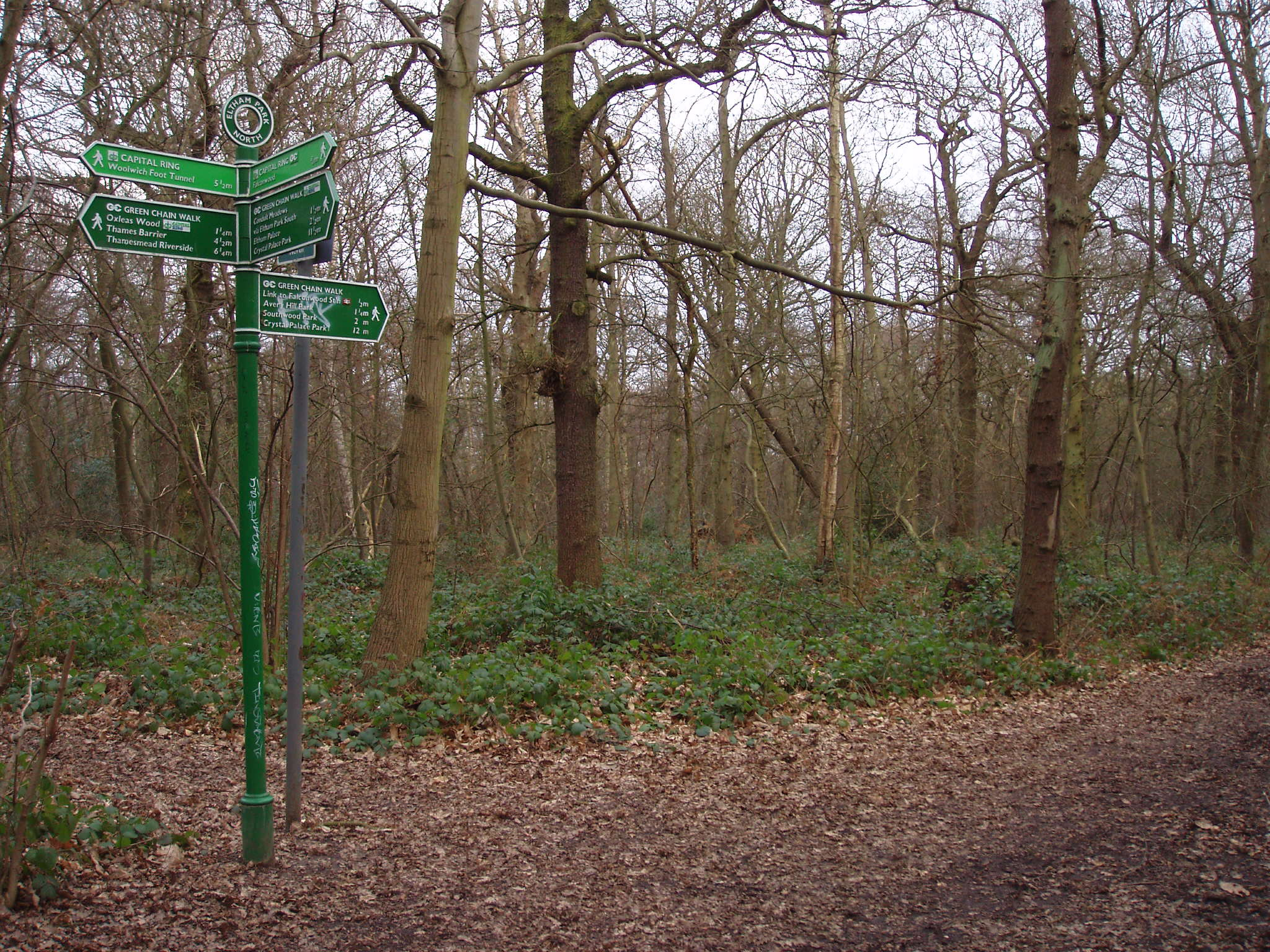
Eltham Park North
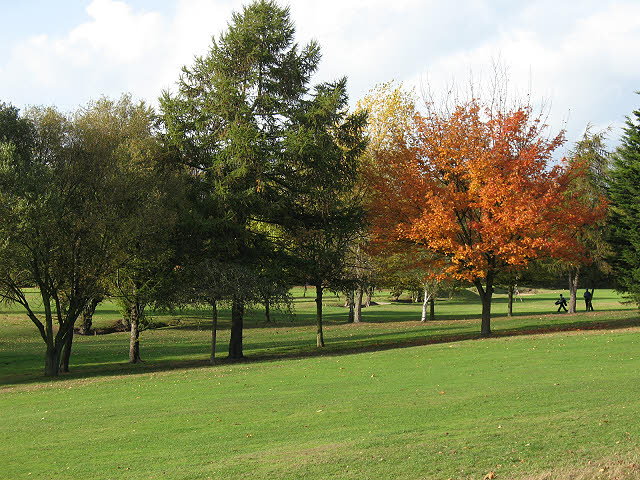
Eltham Warren golfcourse
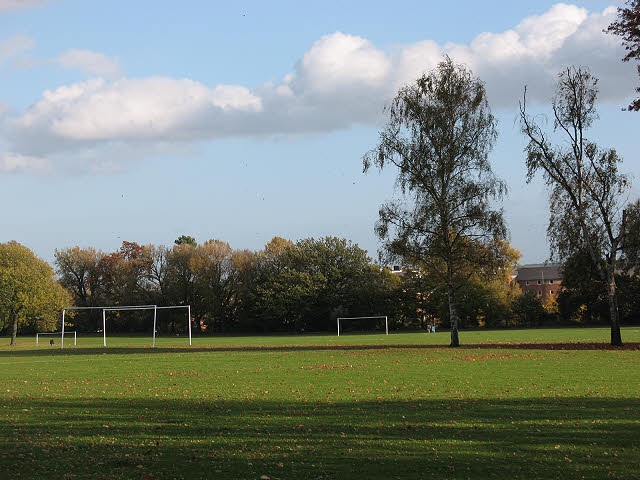
Avery Hill Park

## Bekende inwoners

### Geboren
- Jan van Eltham (1316-1336), koningszoon, graaf van Cornwall
- John Latham (1740-1837), arts, natuuronderzoeker en schrijver
- Alan Gardiner (1879-1963), egyptoloog
- Bob Hope (1903-2003), acteur
- Steve Peregrin Took (1949-1980), popmuzikant (T. Rex)
- Delroy Lindo (1952), acteur
- Boy George (1961), popzanger
- Alan White (Oasis) (1972), drummer

### Bekende inwoners (elders geboren)
- Filippa Plantagenet (1355-1382), Engelse troonopvolgster
- Birgitta van York (1480-1517), koningsdochter, non
- W. G. Grace (1848-1915), cricketspeler
- Denis Healey (1917), Labour politicus, minister
- Louise Redknapp (1974), popzangeres